# Xizhou (Changhua)
Xizhou, auch Hsichou (chinesisch 溪州鄉, Pinyin Xīzhōu xiāng, taiwanisch: Khe-tsiu-hiong) ist eine Landgemeinde des Landkreises Changhua in der Republik China (Taiwan).

## Lage und Beschreibung

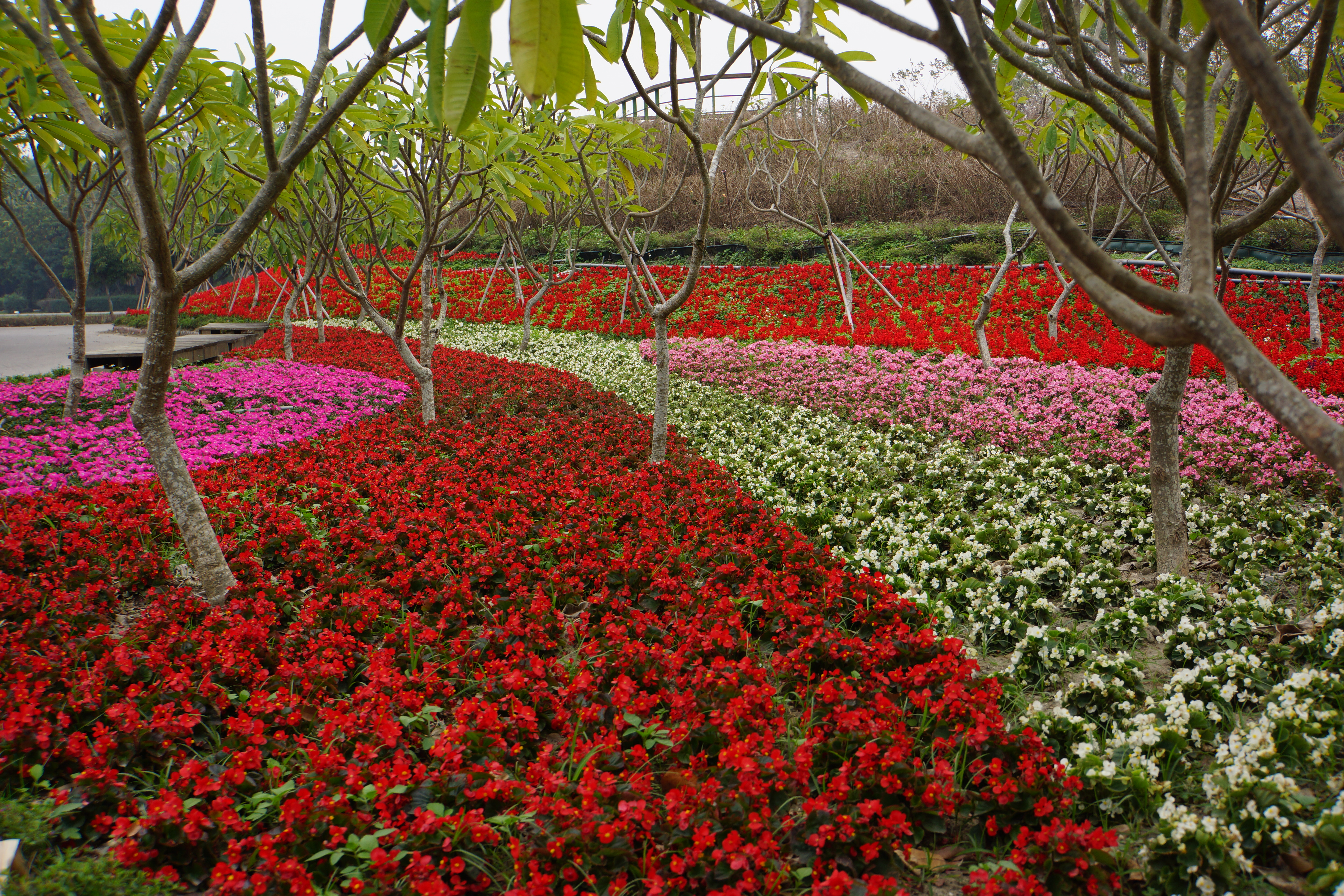
Im Changhua-Fitzroy-/Xizhou-Park

Xizhou liegt am Nordufer des Flusses Zhuoshui an der südlichen Grenze des Landkreises Changhua. Auf der anderen Seite des Flusses liegen die Gemeinden Citong und Xiluo des Landkreises Yunlin. Xizhous Nachbargemeinden sind Zhutang und Pitou im Westen, Beidou und Tianzhong im Norden sowie Ershui im Osten.
Die Landgemeinde ist in 19 Dörfer (村) unterteilt und mit ca. 76 km² die drittgrößte Gemeinde im Landkreis Changhua. Im September 2024 lebten hier 27.851 Menschen, womit Xizhou im Mittelfeld unter den Landgemeinden Changhuas lag. In den Jahren zuvor ging die Einwohnerzahl leicht, aber kontinuierlich zurück.
Das Gelände ist flach und besteht zum großen Teil aus der Schwemmebene des Zhuoshui.

## Geschichte

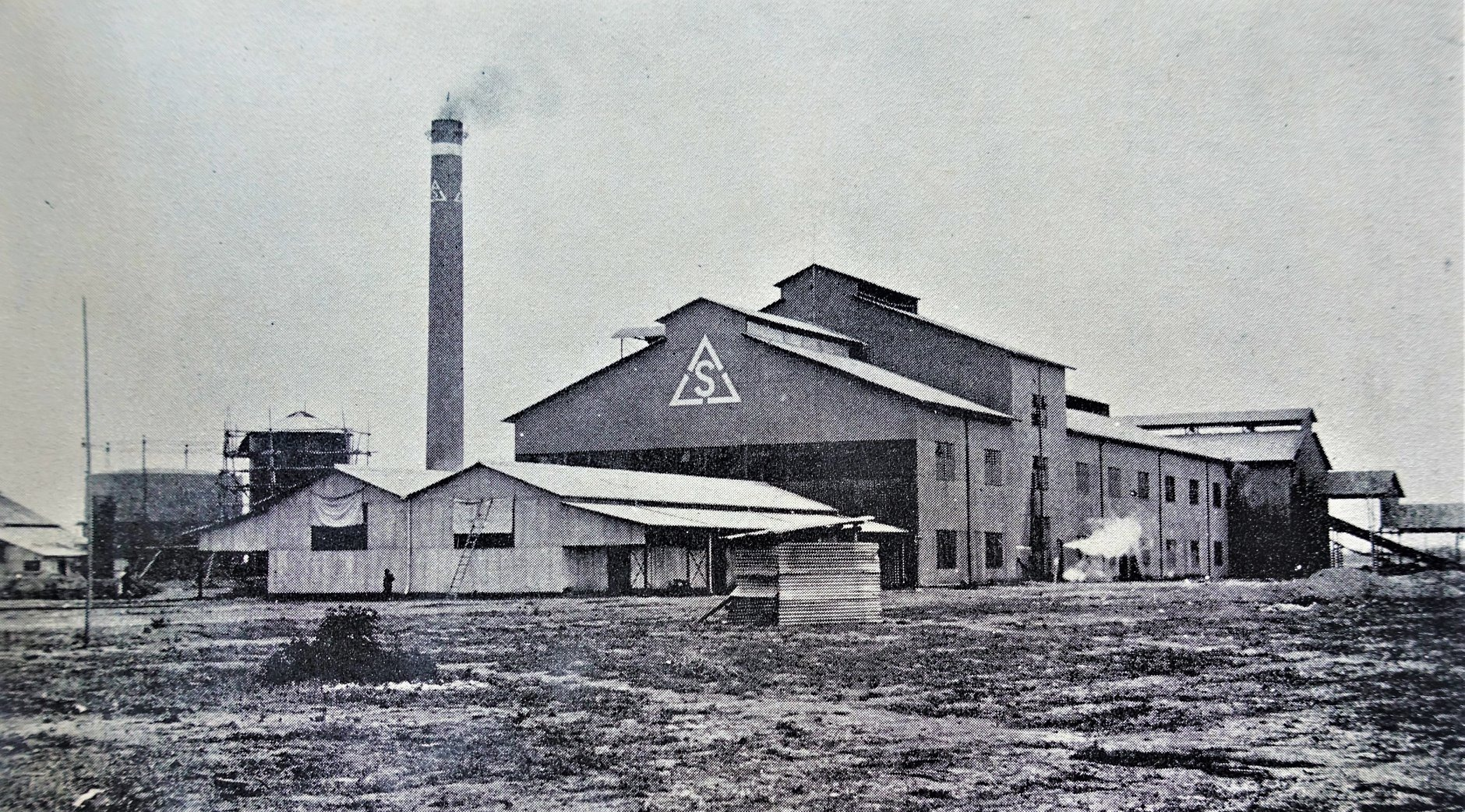
Zuckerfabrik um 1910 bis 1920

Die Gegend der heutigen Landgemeinde war ursprünglich von dem taiwanischen Ureinwohnervolk der Babuza besiedelt, die ab dem frühen 18. Jahrhundert von chinesischen Einwanderern verdrängt oder sinisiert wurden. Das Gebiet wurde Xizhou (溪洲) genannt, was „Sandbank bzw. sandiges Gebiet im/am Fluss“ bedeutet. Das zweite Schriftzeichen des Namens wurde später in 州 geändert. Xizhou wurde landwirtschaftlich erschlossen und es wurden Bewässerungskanäle angelegt.
Während der japanischen Herrschaft über Taiwan förderte die Kolonialregierung den Zuckerrohranbau und die Industrialisierung der Zuckerfabrikation, wozu in Xizhou eine Zuckerfabrik errichtet wurde. Die Zuckerproduktion führte zu einem wirtschaftlichen Aufschwung, doch war der behördlich festgelegte Preis für Zuckerrohr mitunter so niedrig, dass Kleinbauern und Pächter sich ausgebeutet fühlten. 1924 und 1925 kam es deshalb in der unweit von Xizhou gelegenen Gemeinde Erlin zu Unruhen und Zusammenstößen zwischen Kleinbauern, Pächtern und der Polizei. Die Fabrik in Xizhou wurde 1954 verlegt, der Zuckerrohranbau blieb bis in die letzten Jahrzehnte des 20. Jahrhunderts von Bedeutung.

## Verkehr und Wirtschaft

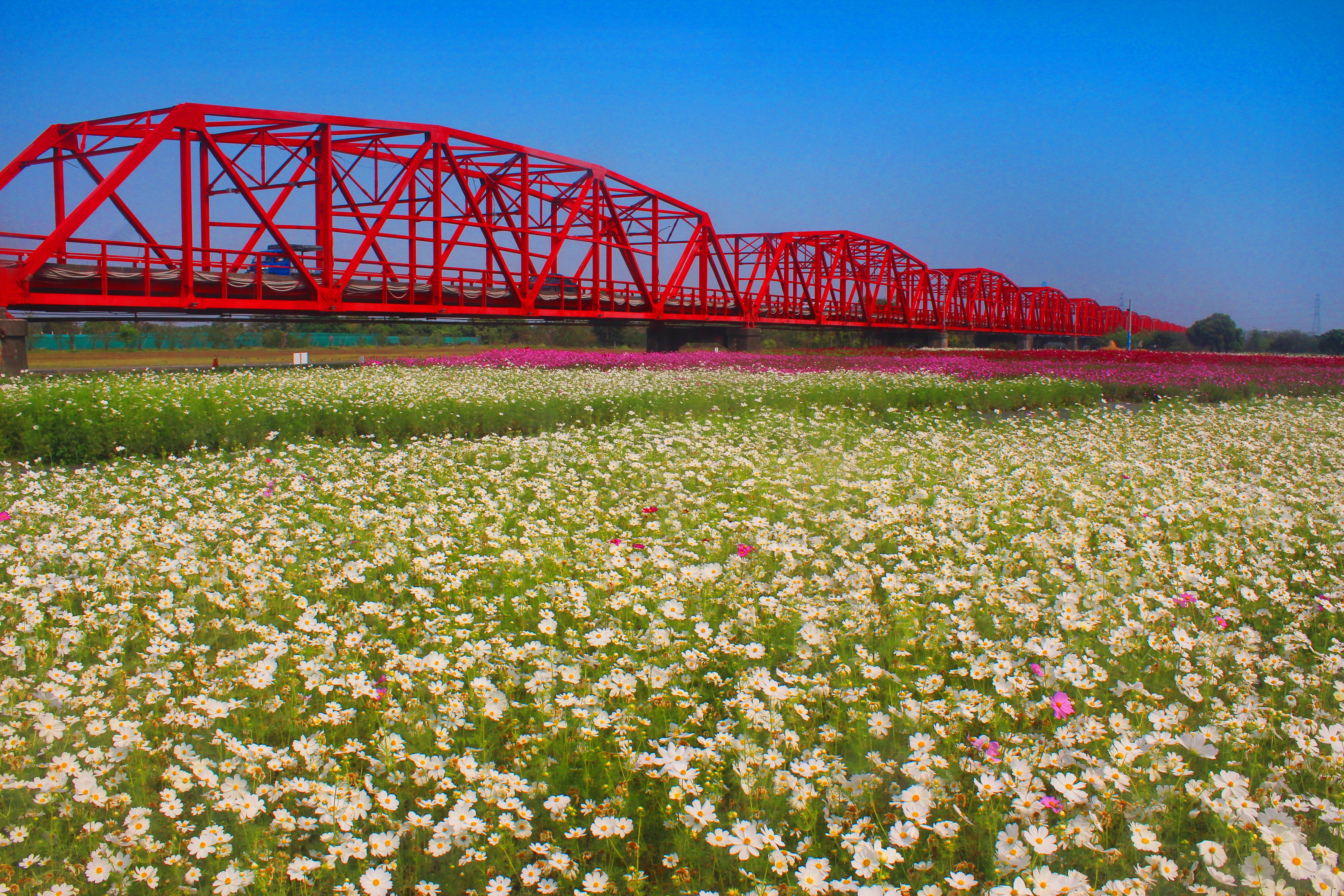
Die Xiluo-Brücke

Xizhou wird im Westen von der Autobahn Nationalstraße 1 und der Provinzstraße 1 von Nord nach Süd durchquert. Daneben ist die Kreisstraße (縣道) 152, die Xizhou der Länge nach von West nach Ost durchquert, eine wichtige Verkehrsader. Die rote Xiluo-Brücke (西螺大橋), die von Xizhou über den Zhuoshui nach Xiluo im Landkreis Yunlin führt, ist ein Wahrzeichen der Region.
Der Öffentliche Nahverkehr wird von Buslinien bestritten.
Xizhou ist auch heute noch landwirtschaftlich geprägt. Statt des in der Vergangenheit dominierenden Zuckerrohrs ist heute Reis aus Nassreisanbau das wichtigste Produkt. In jüngerer Zeit wird verstärkt Schwarzer Reis vermarktet. Daneben sind Obst (besonders Guaven) und Gemüse (wie etwa Tomaten und Frühlingszwiebeln) weitere wichtige Produkte. Außerdem werden Malabar-Kastanien (Pachira aquatica) gezüchtet.

## Kultur und Sehenswürdigkeiten

Der Der Amitabha-Tafel-Tempel, rechts eine Puppenbühne

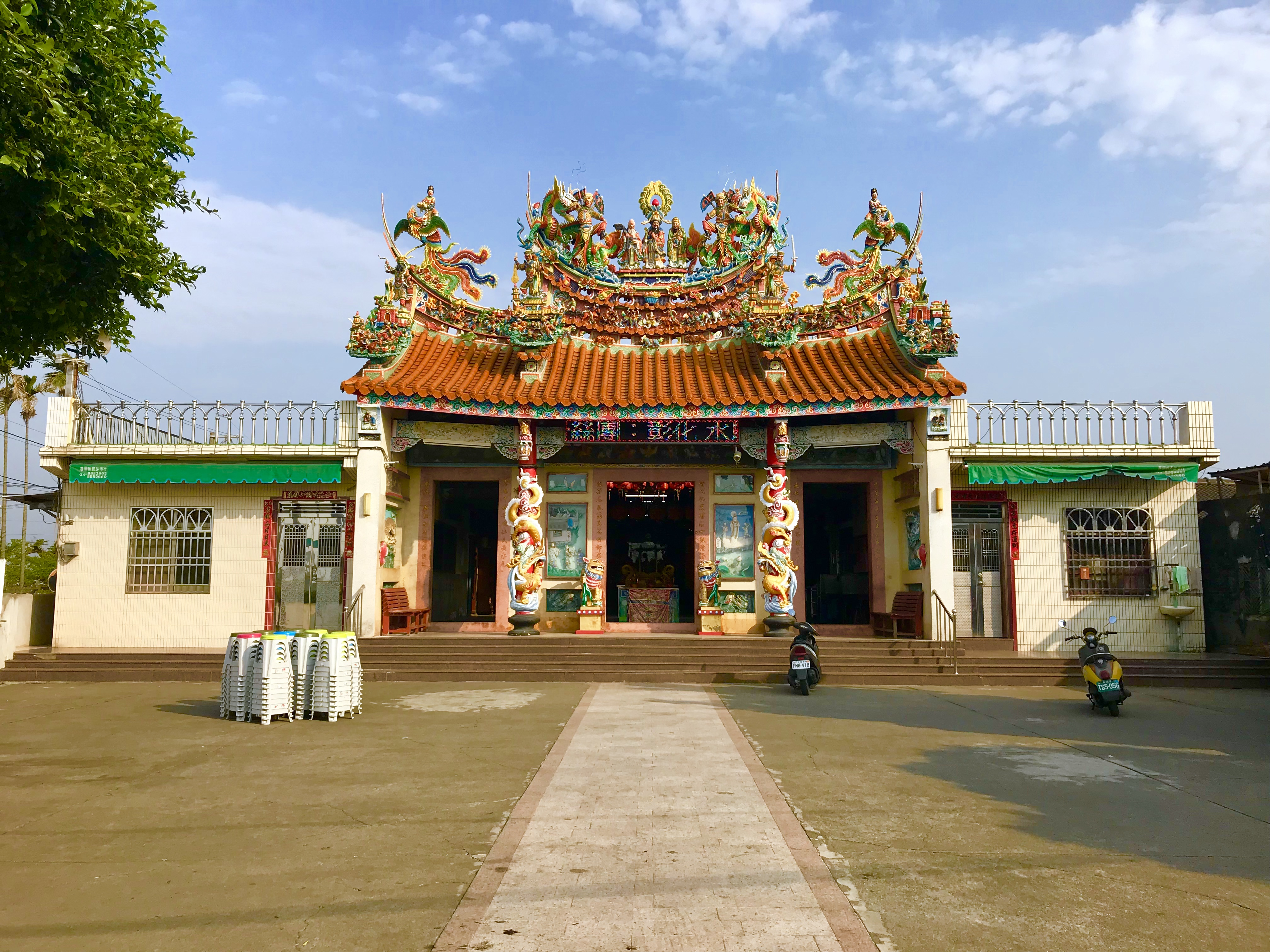
Der Zhenwei Gong

Im Amitabha-Tafel-Tempel

In Xizhou gibt es eine Reihe kleiner daoistischer und buddhistischer Tempel, die als Zentren der dörflichen Gemeinschaften dienen. In Xiqiancuo (zum Dorf Kengcuo gehörig) steht der Amitabha-Tafel-Tempel (阿彌陀佛碑廟 Amituo-Fo Bei Miao), der seinen Namen von einer dem Buddha Amitabha gewidmeten Steintafel hat. Jedes Jahr am 17. Tag des ersten Monats nach dem Mondkalender wird dem Buddha zu Ehren ein Fest gehalten, das etwa zehn Tage dauert und von traditionellen Puppenspielaufführungen (布袋戲 budaixi) begleitet wird.
Im Dorf Shuiwei steht der dem Gott Zhong Kui geweihte Tempel Zhenwei Gong (震威宮). Die meisten Bewohner des Dorfes heißen mit Familiennamen wie der Gott Zhong; seine Statue wurde Anfang des 18. Jahrhunderts von ihren Vorfahren aus Zhao’an auf dem chinesischen Festland mit nach Taiwan gebracht. Neben Zhong Kuis Geburtstag am dritten Tag des fünften Mondmonats ist ein weiterer Höhepunkt der alljährliche Besuch der Göttin Mazu von Dajia, die auf ihrem Umzug durch Westtaiwan im zweiten oder dritten Mondmonat auch beim Zhenwei Gong haltmacht.
In Xizhou gibt es den Changhua-Fitzroy-Park oder Xizhou-Park (溪州公園), in dem jedes Jahr eine Blumenausstellung stattfindet. Tierfreunde können den Pflegehof für alte Rinder (老牛安養中心 Laoniu anyang zhongxin) besuchen, in dem betagte Rinder, die nicht mehr arbeiten können, ihren Lebensabend verbringen.